# 学習院女子短期大学
学習院女子短期大学（がくしゅういんじょしたんきだいがく、英語: Gakushuin Women's Junior College）は、東京都新宿区戸山3-20-1に本部を置いていた日本の私立大学である。1950年に設置され、2001年に廃止された。大学の略称は学習院関係者・学生の間では単に「短大」と呼ばれたほか、「学短」の略称も用いられた。法人の本部が目白にあったため、「青短（青山学院女子短期大学）」・「赤短（山脇学園短期大学）」とともに「白短」と呼ばれた。

## 概要

### 大学全体
- 東京都新宿区に所在した日本の私立短期大学で、設置主体は学校法人学習院[1]。
- 国内で最初に認可された短期大学149校[注 1]の1校として、1950年に学習院大学短期大学部として1学科2専攻体制で開学した[2]。
- 1953年度より独立するようになり、2学科[注 2]を擁するようになった。
- 1997年度の入学生を最後に[注釈 8]、短期大学としての使命を終える[注釈 9]。

### 建学の精神（校訓・理念・学是）
- 右記資料を参照のこと[6]。

### 教育および研究
- 学習院女子短期大学における教育
  - 人文学科
    - 国文学専攻：演習や講読を中心としたカリキュラムとなっており、1年次からかなり密度の濃い専門科目が用意されていた[7]。
    - 英語専攻：「英文学」・「英語」の各コースが設置されていた。本短期大学のなかでは、授業が厳しいことでも有名な学科ともいわれていた[7]。
    - 文化史専攻：東洋と西洋の思考方法をベースに、日本および東洋・ヨーロッパ近代の文化史を中心とした科目が用意されていた[7]。

  - 家庭生活科
    - I類[注釈 4]
    - II類[注釈 5]
- 「体育」では、ギリシア舞踊や社交ダンスといったものも取り入れられていた[7]。
- ニュージーランドや中国などでの海外留学も行われていた[7]。
- 「表現法」という一般教育科目が設けられていた。これは、学生の国語表現力を培うことのねらいから1953年に「表現学」としておかれたことにはじまり、1962年に名称変更された。

### 学風および特色
- 学習院女子短期大学では、かつて行われていたイベントとして研修旅行・文学散歩・プレーデー、学生会主催の土曜散歩などがあった[7]。

## 沿革
- 1948年
  - 学習院女子研究科が設置される。
- 1949年
  - 10月 文部省[注釈 10]に短期大学[注 3]の設置認可に関する申請を行う[注 4]。
- 1950年
  - 3月14日 左記を以て短期大学の設置が文部省[注釈 10]より認可される[注 5]。
- 1950年
  - 4月1日 学習院大学短期大学部（がくしゅういんだいがくたんきだいがくぶ）として以下の学科体制にて開学[注 6]。
  - 文科
    - 国文学専攻 入学定員40名
    - 英語専攻 入学定員40名
- 1951年
  - 4月1日 以下の学科を増設する[注 7]。
    - 家庭生活科 入学定員40名
- 1953年
  - 6月1日 学習院女子短期大学に改称[17]。
- 1954年
  - 5月1日 学生数[18]/定員
    - 文科 171[注釈 11]/160
    - 家庭生活科 143[注釈 11]/80
- 1968年
  - 4月1日 以下、入学定員増あり[注 8]。
    - 文科
      - 国文専攻 40→50
      - 英語専攻 40→80

    - 家庭生活科 40→80

  - 5月1日 学生数[22]/定員
    - 文科 433[注釈 11]/210
    - 家庭生活科 231[注釈 11]/120
- 1969年
  - 4月1日 この年度の入学生より文科を人文学科に改称し、なおかつ以下の専攻課程を増設[注 9]。
    - 文化史専攻 入学定員100名
- 1970年
  - 5月1日 学生数[注 10]/定員
    - 人文学科 621[注釈 11]/460
      - 文科 130[注釈 11]/-

    - 家庭生活科 239[注釈 11]/160
- 1973年
  - 4月1日 以下、入学定員増あり[注 11]。
    - 人文学科
      - 国文学専攻 50→100
      - 英語専攻 80→120

  - 5月1日 学生数[30]/定員
    - 人文学科 809[注釈 11]/550
    - 家庭生活科 256[注釈 11]/160
- 1975年
  - 5月1日 学生数[31]/定員
    - 人文学科 1,081[注釈 11]/640
    - 家庭生活科 305[注釈 11]/160
- 1985年
  - 4月1日 以下、入学定員増あり[注 12]。
    - 人文学科
      - 国文学専攻 100→150
      - 英語専攻 120→180
      - 文化史専攻 100→150

    - 家庭生活科 80→120

  - 5月1日 学生数[37]/定員
    - 人文学科 1,077[注釈 11]/800
    - 家庭生活科 288[注釈 11]/200
- 1986年
  - 5月1日 学生数[38]/定員
    - 人文学科 1,125[注釈 11]/960
    - 家庭生活科 293[注釈 11]/240
- 1987年
  - 5月1日 学生数[39]/定員
    - 人文学科 1,135[注釈 11]/960
    - 家庭生活科 335[注釈 11]/240
- 1992年
  - 5月1日 学生数[注 13]/定員
    - 人文学科 1,086[注釈 11]/960
    - 家庭生活科 299[注釈 11]/240
- 1997年
  - 4月1日 この年度で短期大学としての学生募集を最終とする[注釈 8]。
  - 5月1日 学生数[42]/定員
    - 人文学科 1,123[注釈 11]/960
    - 家庭生活科 303[注釈 11]/240
- 1998年
  - 5月1日 学生数[43]/定員
    - 人文学科 630[注釈 11]/480
    - 家庭生活科 172[注釈 11]/120
- 1999年
  - 5月1日 学生数[44]/定員
    - 人文学科 19[注釈 11]/-
    - 家庭生活科 3[注釈 11]/1-
- 2001年
  - 5月29日 左記をもって正式に廃止となる[注釈 9]。

## 基礎データ

### 所在地
- 東京都新宿区戸山3-20-1[注釈 1]

### 象徴
- 学習院女子短期大学のカレッジマークは桜をかたどったものとなっていた[注 14]。
- カレッジソングは「学習院院歌」で安倍能成が作詞、信時潔が作曲したものとなっていた。1951年5月18日、学習院大学開設2周年記念式典において発表された。学校法人学習院が設置するすべての学校共通の校歌である。

## 教育および研究

### 組織

#### 学科
- 人文学科
  - 国文学専攻 入学定員150名[注釈 12]
  - 英語専攻 入学定員180名[注釈 12]
  - I類[注釈 2]
  - II類[注釈 3]
  - 文化史専攻 入学定員150名[注釈 12]
- 家庭生活科 入学定員120名[注釈 12]
  - I類[注釈 4]　
  - II類[注釈 5]

#### 専攻科
- 専攻科を置いていた[注釈 6]

#### 別科
- なし

#### 取得資格について
- 中学校教諭二種免許状の課程があった[注 15]。
  - 国語：人文学科国文学専攻
  - 英語：人文学科英語専攻
  - 社会：人文学科文化史専攻
  - 家庭：家庭生活科
- 司書資格・司書教諭資格：全学科
- 1954年頃は、高等学校教諭二級免許状も設けられていた[51]。
  - 国語：人文学科国文学専攻
  - 英語：人文学科英語専攻
  - 家庭：家庭生活科

### 研究
- 『学習院女子短期大学紀要』[注釈 7]
- 『学習院女子短期大学国語国文学会会報』[53]
- 『国語国文論集』[54]

## 学生生活

### 部活動・クラブ活動・サークル活動
- 学習院女子短期大学で活動していたクラブ活動：馬術ほか歌舞伎を演じるものとして「国劇」と称したクラブがあった。その他、早稲田大学との合同サークルも多数あった[7]。

### 学園祭
- 学習院女子短期大学の学園祭は「和（やわらぎ）祭」と呼ばれていた[55]。

## 大学関係者と組織

### 大学関係者組織
- 学習院女子短期大学国語国文学会が、1971年に発足した。
- 同窓会組織として学校法人学習院が設置する学校全体の組織としての学習院桜友会、学習院女子短期大学独自のものとして「草上会」がある

### 大学関係者一覧
歴代学長
- 小宮豊隆
- 安倍能成
- 日高第四郎
- 児玉幸多
- 磯部忠正

#### 出身者
- 学習院女子短期大学出身の人物または学習院女子大学の人物一覧を参照。

## 対外関係

### 系列校
- 学習院大学

## 卒業後の進路について

### 就職について
- 全学科を含めて、日本銀行・東京電力・あおぞら銀行・みずほ銀行・日本興業銀行・トヨタ自動車・日本政策投資銀行・日本生命保険・ユニバーサル証券・朝日生命保険・三菱東京UFJ銀行・三井住友海上火災保険・全日本空輸・クオーク・八十二銀行など一般企業に就職している[7]。

### 編入学・進学実績
- 全学科を含めて学習院大学への編入学者が多いものとなっていた。

## 関連サイト
- 大学の歴史|学習院女子大学